# Stancu Ilin
Stancu Ilin (n. 23 noiembrie 1933, Fărcașele, Olt, România) este un istoric literar român, care s-a remarcat prin cercetarea intensivă și editarea operelor literare ale lui Liviu Rebreanu, B.P. Hasdeu și I.L. Caragiale.

## Biografie
S-a născut în familia agricultorilor Voicu Ilin și al Mariei (n. Voicu) din satul oltenesc Fărcașele. A urmat studii primare la școala din Fărcașele (1941–1945), Gimnaziul Unic Comercial din Caracal (1945–1948), Școala Medie Tehnică de Comerț „Gheorghe Chițu” din Craiova (1948–1952) și Facultatea de Filologie a Universității din București (1952–1957). A beneficiat de o bursă „Humboldt” la Universitatea din Tübingen (1969–1970; 1971) și apoi de o altă bursă la Universitatea din Bonn (1991). Cercetările sale dedicate operei literare a lui Liviu Rebreanu au fost finalizate cu o teză de doctorat în filologie intitulată Liviu Rebreanu în lumina manuscriselor și a corespondenței sale (1978). 
După absolvirea facultății Stancu Ilin a lucrat pe post de cercetător științific principal la Institutul de Istorie și Teorie Literară „G. Călinescu” din București (din 1957). Activitatea sa profesională este consacrată, în exclusivitate, cercetării literaturii naționale sub diferite aspecte. A publicat, în colaborare, trei volume dedicate presei literare românești din secolul al XIX-lea și de la începutul secolului al XX-lea (Reviste literare românești din secolul al XIX-lea, 1970; Reviste literare românești din ultimele decenii ale secolului al XIX-lea, 1974; Reviste literare românești de la începutul secolului al XX-lea, 1976) și a colaborat la redactarea volumelor Istoria literaturii române (II, 1968), Metododologia istoriei și criticii literare (1969), Studii de literatură universală și comparată (1971), Reviste progresiste românești interbelice (1972), Literatura română contemporană. I. Poezia (1980), Mihai Eminescu. Centenar (1984), Atitudini și polemici în presa literară interbelică (1984).
A debutat publicistic în 1959 cu un articol publicat în Studii și cercetări de istorie literară și folclor. Studiile sale de istorie literară au apărut în revistele Contemporanul, Cronica, Luceafărul, Manuscriptum, Revista de istorie și teorie literară, Steaua, Transilvania, Viața Românească.
Cercetările sale individuale au fost consacrate biografiei și operei literare a lui Liviu Rebreanu, B.P. Hasdeu și I.L. Caragiale, aducând puncte de vedere noi și constituind materiale documentare de importanță fundamentală în analiza creației literare a autorilor sus-menționați, deoarece apelează pentru elucidarea unor aspecte la științe înrudite: folcloristica, filologia, istoria, istoria artelor. Studiile sale au contribuit, de asemenea, la îmbogățirea literaturii române cu identificări ale unor noi opere, articole, reviste și alte colaborări literare. Stancu Ilin a publicat două cărți despre viața și opera lui Liviu Rebreanu: Liviu Rebreanu în atelierul de creație (1985) și Liviu Rebreanu în agora (1988), precum și antologia de folclor Poezia obiceiurilor de iarnă (1985).
Contribuțiile sale cele mai valoroase sunt reprezentate de publicarea, în colaborare, a ediților critice din B.P. Hasdeu (Opere, I–XVI, 1986–2013, cu Ionel Oprișan) și I. L. Caragiale (Opere, I–V, 2000–2015, cu Nicolae Bârna și Constantin Hârlav). Stancu Ilin a obținut Premiul „B.P. Hasdeu” al Academiei Române (1985).

## Opera
- Reviste literare românești din secolul al XIX-lea, în colab., București, 1970;
- Reviste literare românești din ultimele decenii ale secolului al XIX-lea, în colab., București, 1974;
- Reviste literare românești de la începutul secolului al XX-lea, în colab., București, 1976;
- Liviu Rebreanu în atelierul de creație, Ed. Minerva, București, 1985;
- Liviu Rebreanu în agora, Ed. Minerva, București, 1988;
- Bibliografia I.L. Caragiale în periodice, vol. I–II, în colab., București, 1997.